# Ecnomiohyla salvaje
Ecnomiohyla salvaje es una especie de anfibios de la familia Hylidae.
Habita en Guatemala y Honduras.
Sus hábitats naturales incluyen montanos secos y zonas previamente boscosas ahora muy degradadas
Está amenazada de extinción por la destrucción de su hábitat natural.